# Bismarckturm (Eisenach)

Der Bismarckturm auf dem Wartenberg im Jahr 1902

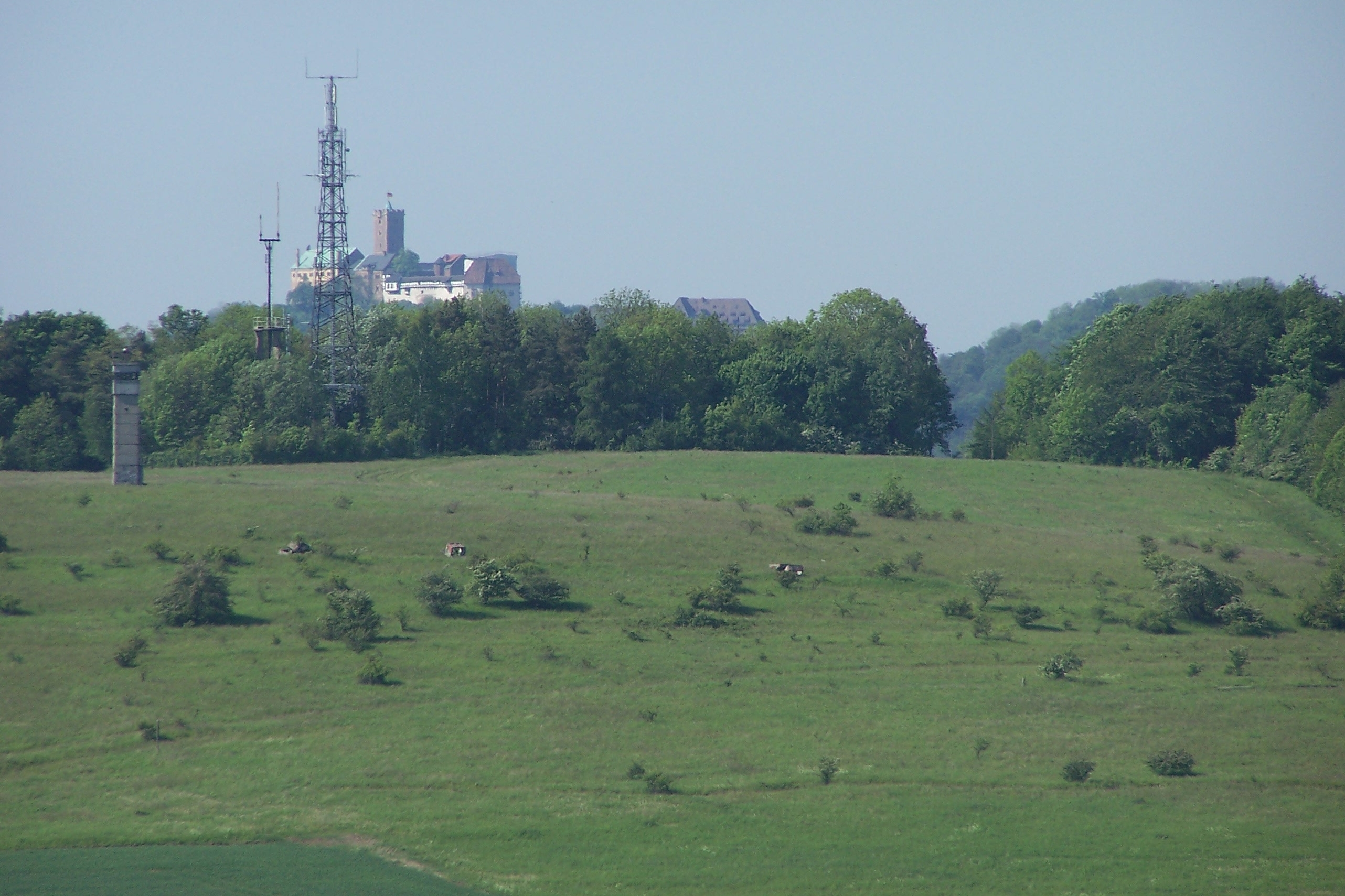
Blick von Norden auf den Wartenberg, das Denkmal befand sich unmittelbar links neben der Schneise am Waldrand.

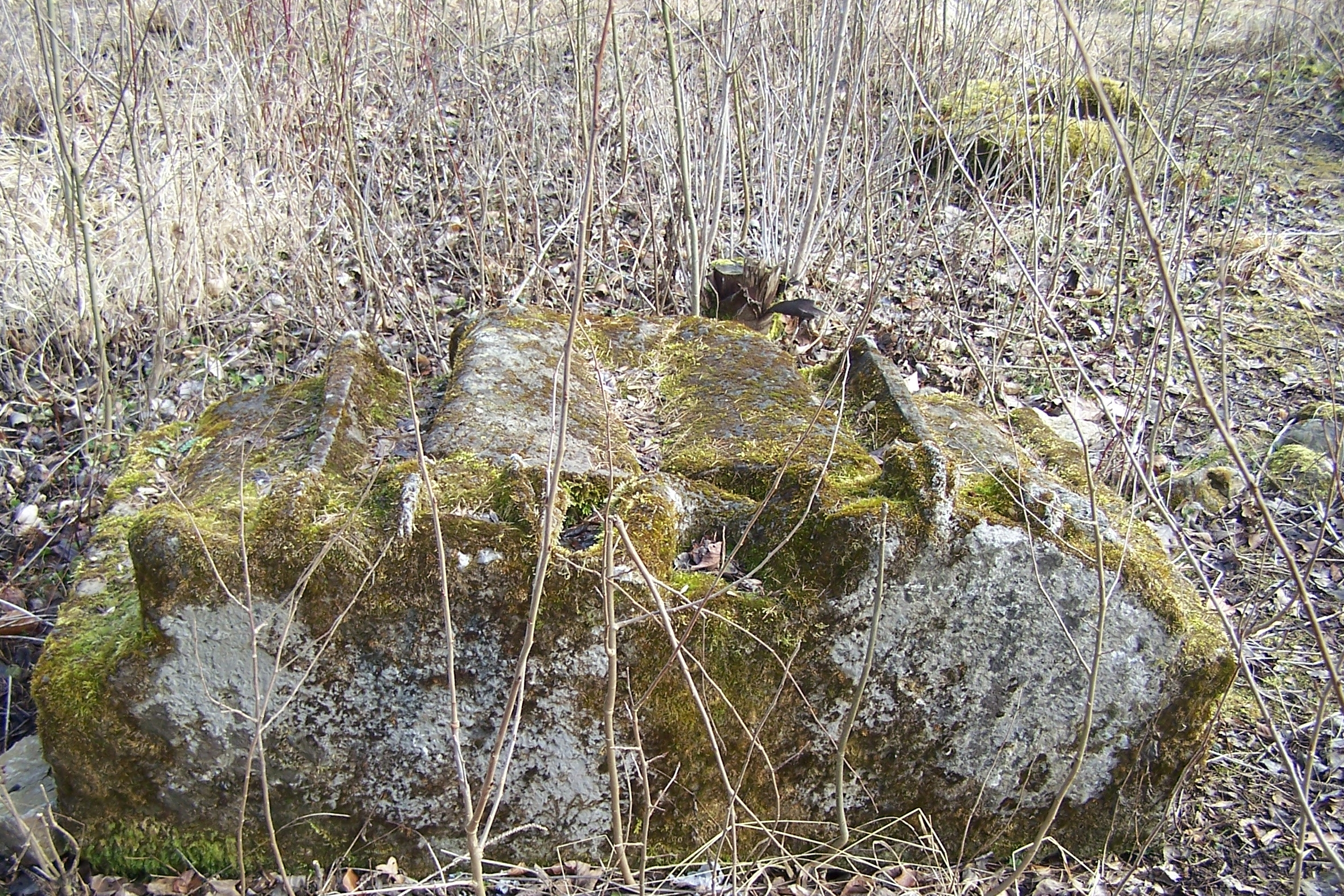
Fragmente des Denkmals auf dem Wartenberg

Der Bismarckturm bzw. die Bismarcksäule,  war ein Gedenkort zur Ehrung des deutschen Reichskanzlers Fürst Otto von Bismarck und befand sich auf dem Wartenberg im Norden der Stadt Eisenach in Thüringen.
An Stelle des hier bereits geplanten Burschenschaftsdenkmals wurde im Jahr 1902 auf dem noch kahlen Gipfel des Wartenberges das Eisenacher Bismarckdenkmal erbaut.
Der Bauentwurf wurde als Architekturwettbewerb ausgeschrieben, den Zuschlag erhielt am 21. April 1899 Wilhelm Kreis aus Blasewitz bei Dresden für ein Exemplar seines 1899 von der Deutschen Studentenschaft prämierten Entwurfes „Götterdämmerung“. Mit dem Bau des 18 Meter hohen Turmes wurde das Eisenacher Bauunternehmen Gustav Stein betraut. Die feierliche Grundsteinlegung erfolgte am 2. September 1901. Bauunternehmer Stein legte dicht unterhalb der Baustelle einen kleinen Steinbruch an, um die erforderlichen Kalksteine zu brechen. Ziel war möglichst geringe Transportkosten zu verursachen, doch die Steinqualität war mangelhaft, bereits nach 40 Jahren war der Turm sanierungsbedürftig, was durch den Zweiten Weltkrieg unterblieb. Als die Bismarcksäule am 19. Oktober 1902 eingeweiht werden konnte, waren lediglich 20.000 Mark an Baukosten entstanden. Das Feuerbecken und der Feueraltar vor dem Turm wurden am Eröffnungstag erstmals entzündet.
Das Denkmal war auf der Südseite, der Schauseite zur Wartburg und zur Stadt, mit einem Monumentalrelief verziert, es zeigte im oberen Teil einen Reichsadler und im unteren Teil eine Gruppe von demonstrierenden Burschen, die 1817 am Wartburgfest teilnahmen. Auf dem Turm war eine Aussichtsplattform mit dem Feuerbecken vorhanden. Der Turm ermöglichte seinen Besuchern eine 360° Panoramasicht auf die Landschaft um Eisenach mit der Wartburg.
Etwas unterhalb entstand  bald darauf die sogenannte „Bismarck-Hütte“, sie war ein beliebtes Ausflugsrestaurant mit einem Tiergarten. Durch den Bau der Reichsautobahn über den Südhang des Berges wurde der stadtseitige Zugang zum Wartenberg erschwert (Tunnel).
Während des Zweiten Weltkrieges wurde das Bauwerk zur Luftbeobachtung genutzt. Es erhielt mehrere Treffer durch angreifende Feindflugzeuge, blieb aber als Bauwerk noch intakt. Nach dem Krieg wurde der Bauunterhalt für das Denkmal von staatlicher Seite unterlassen, als Begründung diente der Hinweis auf Bismarcks Bedeutung als Politiker und Großgrundbesitzer. Anfang der 1950er Jahre wurde das Bauwerk in „Turm der Jugend“ umbenannt. 1959 stellte das Stadtbauamt fest, dass die „Wiederinstandsetzung des Turmes gerechtfertigt“ sei.
Das auch durch Witterungsschäden bereits angegriffene Bauwerk wurde dennoch behördlicherseits gesperrt, der Turm wurde schließlich 1963 durch Pioniere der DDR-Grenztruppengarnison Eisenach gesprengt. Das Gelände um den Turm wurde fortan als militärisches Übungsgelände in Beschlag genommen. Fragmente der Fassade liegen noch in dem Wäldchen am Südhang des Wartenberges verteilt und wurden auch nach und nach durch die Anlieger einer entstehenden Gartenanlage beräumt.

## Bismarck-Denkmal Eisenach

Das Bismarckdenkmal an der Wartburgallee um 1905

1903, ein Jahr nach Einweihung des Bismarckturms wurde in Eisenach in der Wartburgallee am Eingang des Stadtparks ein Denkmal zu Ehren von Bismarck geweiht. Auch dieses Denkmal wurde bis 1963 vollständig abgetragen.